# Liste der Naturwaldreservate im Saarland
Die Liste der Naturwaldreservate im Saarland enthält 16 (Stand März 2017) Naturwaldzellen im Saarland. Die Liste enthält die amtlichen Bezeichnungen für Namen, Kennung, Naturraum, Größe und das Jahr der Ausweisung. Die geographischen Lage ist gemittelt und die Angabe des Landkreises / Stadt bezieht sich auf diese Angabe. Die Gebiete können sich jedoch auch über mehrere Landkreise erstrecken.
Seit etwa 40 Jahren (verstärkt seit dem Naturschutzjahr 1970) werden in ganz Deutschland Naturwaldreservate ausgewiesen, um eine Palette an Totalreservaten zu erhalten. Naturwaldreservate sind Wälder, die sich in einem weitgehend naturnahen Zustand befinden. Die natürliche Waldentwicklung läuft hier ungestört ab. Im Lauf der Zeit entstehen dort Urwälder mit starken Bäumen und viel Totholz. Im Saarland werden Naturwaldreservate als Naturwaldzellen bezeichnet. Nach § 20a des Landeswaldgesetzes werden sie durch Rechtsverordnung eingerichtet. Im Saarland gibt es derzeit 16 solche Naturwaldzellen mit 1161 ha Fläche.

## Liste
| Name des Gebietes             | Bild           | Kennung | Naturraum                                  | Landkreis / Stadt           | Beschreibung / Bemerkungen            | Standort | Fläche in Hektar | Jahr der Verordnung |
| ----------------------------- | -------------- | ------- | ------------------------------------------ | --------------------------- | ------------------------------------- | -------- | ---------------- | ------------------- |
| Bärenfels                     |                | 10-010  | Gutland, Bitburger Land                    | Landkreis Merzig-Wadern     |                                       | Position | 113,7            | 1984                |
| Baumbusch                     |                | 10-006  | Pfälzisch-Saarländisches Muschelkalkgebiet | Saarpfalz-Kreis             |                                       | Position | 23,1             | 1980                |
| Beruser Wald                  |                | 10-016  | Pfälzisch-Saarländisches Muschelkalkgebiet |                             |                                       | Position | 36,4             | 1999                |
| Frankenbacher Hof             |                | 10-015  | Saar-Nahe-Berg- und Hügelland              | Landkreis Neunkirchen       |                                       | Position | 48,6             | 1999                |
| Geisweiler Weiher             |                | 10-012  | Saar-Nahe-Berg- und Hügelland              | Landkreis Saarlouis         |                                       | Position | 64,8             | 1999                |
| Heidhübel                     |                | 10-001  | Saar-Nahe-Berg- und Hügelland              | Regionalverband Saarbrücken | Gemarkung Malstatt-Burbach            | Position | 7,3              | 1979                |
| Hölzerbachtal                 |                | 10-004  | Saar-Nahe-Berg- und Hügelland              | Regionalverband Saarbrücken | Gemarkungen Quierschied und Fischbach | Position | 51,8             | 1979                |
| Hoxfels                       |                | 10-008  | Saar-Nahe-Berg- und Hügelland              | Landkreis Saarlouis         |                                       | Position | 54,0             | 1980                |
| Jägersburger Moor             | weitere Bilder | 10-007  | Saar-Nahe-Berg- und Hügelland              | Saarpfalz-Kreis             |                                       | Position | 74,4             | 1980                |
| Kahlenberg                    |                | 10-009  | Saar-Nahe-Berg- und Hügelland              | Landkreis St. Wendel        |                                       | Position | 67,3             | 1981                |
| Rheinfels                     |                | 10-005  | Saar-Nahe-Berg- und Hügelland              | Regionalverband Saarbrücken |                                       | Position | 51,8             | 1980                |
| Saarsteilhänge                |                | 10-013  | Hunsrück                                   | Landkreis Merzig-Wadern     |                                       | Position | 42,9             | 1999                |
| Steinbachtal (mit Emsenbruch) |                | 10-002  | Saar-Nahe-Berg- und Hügelland              | Regionalverband Saarbrücken | Gemarkung Malstatt-Burbach            | Position | 375,0            | 1979                |
| Überlosheimer Hang            |                | 10-014  | Saar-Nahe-Berg- und Hügelland              | Landkreis Saarlouis         |                                       | Position | 49,7             | 1999                |
| Weinbrunn                     |                | 10-003  |                                            | Regionalverband Saarbrücken | Gemarkung Lauterbach (Warndt)         | Position | 54,2             | 1979                |
| Werbelergraben                |                | 10-011  |                                            | Regionalverband Saarbrücken |                                       | Position | 45,8             | 1996                |